# 1123
1123 (MCXXIII) je bilo navadno leto, ki se je po julijanskem koledarju začelo na ponedeljek.

## Dogodki

### Evropa
- Prvi laternski koncil: potrditev wormškega konkordata, obsodba simonije in poroke duhovnikov,  razglasitev križarske vojne proti muslimanom na Iberskem polotoku, razširitev Božjega miru na tri dneve v tednu (petek-nedelja) in pozimi od začetka adventnega časa na začetku zime do konca velikonočnega časa v sredini maja. V teh dnevih je za ceno izobčenja ali (finančne) pokore prepovedano vojskovanje med kristjani.
- Bologna postane avtonomna komuna v okviru Rimsko-nemškega cesarstva.

- Anglija: ustanovitev najstarejše bolnišnice v Londonu 'Bolnišnice Svetega Bartolomeja' (krajše - 'Barts'). ↓
- → Cistercijani ustanovijo opatijo Fruness, sicer eno najbogatejših in vplivnejših opatij v Angliji.

### Bližnji vzhod, Afrika
- pomlad - Seldžuki zajamejo še jeruzalemskega kralja Baldvina II., ko je bil na poti v Edeso, in ga zaprejo v skupno ječo z edeškim grofom Joscelinom I. ↓
- → Finančno obubožani križarji pokličejo na pomoč Benečane za posojilo, s katerim bi odkupili jeruzalemskega kralja in edeškega grofa iz seldžuškega ujetništva. ↓
- → Benečani sklenejo s križarji sporazum 'Pactum Warmundi', ki ureja avtonomnomijo beneških trgovskih naseldbin v Kraljevini Jeruzalem. Sporazum sprva ratificirajo najvišji jeruzalemski cerkveni dostojanstveniki in kraljev kancler.
- Beneška flota premaga fatimidsko v eni od mnogih bitk pri Askalonu.
- 23. maj - Bitka pri Yibni: križarji pod vodstvom Evstacija Grenierja, konstabla (policijskega načelnika) Jeruzalemskega kraljestva, premagajo fatimidsko vojsko in jim preprečijo namero, da bi zavzeli Jaffo.
- 8. avgust - Bitka pri Al-Dimasu: ziridska in almoravidska koalicija preprečita poskus invazije sicilskega grofa Rogerija II.. Od 300 ladij jih zaradi viharja veliko potone že kmalu po izplutju, preostanek zavzame otok blizu prestolnice Mahdije in otoško trdnjavo Al-Dimas. Muslimani trdnjavo oblegajo in le manjšemu delu uspe izpad ter nato vrnitev v domovino. Preostale muslimani pobijejo.

## Rojstva
- 29. marec - Šidzong, cesar dinastije Džin († 1189)

Neznan datum
- Minamoto Jositomo, japonski bojevnik († 1160)
- Robert I., grof Dreuxa, sin francoskega kralja Ludvika VI. († 1188)

## Smrti
- 2. avgust - Eystein I., norveški kralj (* 1088)
- 19. september - Tajdzu, ustanovitelj  dinastije Džin (* 1068)

Neznan datum
- Jetsun Milarepa, tibetanski budistični jogi (* 1040)
- Marbodij iz Rennesa, francoski škof, pesnik (* 1035)